# Melpo Mene
Melpo Mene é uma banda indie pop sueca, cujo líder é Erik Mattiason (1983). A banda se tornou conhecida após a veiculação do comercial do Volvo S80, em 2008 nos Estados Unidos, com a canção I Adore You.
Melpo Mene é uma referência à deusa Melpômene.

## Álbuns
- Holes - 2004
- Bring the lions out - 2008